# 利西切 (大羅加奇克區)
47°9′3″N 34°29′10″E / 47.15083°N 34.48611°E
利西切（烏克蘭語：Ли́сиче）是位於烏克蘭南部的村莊，由赫爾松州卡霍夫卡區的上羅哈奇克市鎮負責管轄。該村面積0.95平方公里，海拔高度77米，2001年人口67，人口密度每平方公里70.6人。